# 阿斯特拉罕卡 (阿克莫拉州)
阿斯特拉罕卡（羅馬化：Astrakhanka）是哈薩克斯坦阿克莫拉州阿斯特拉罕卡區阿斯特拉罕卡縣內的村莊，為該區及該縣的行政中心。該村位於該國首都阿斯塔納西北方約137公里並地處伊希姆河河畔，2009年人口總數為6313人。